# Шарза
Шарза (рос. Шарза) — улус Окинського району, Бурятії Росії. Входить до складу Сільського поселення Саянського.
Населення — 33 особи (2015 рік).